# メアリー・サイモン
メアリー・サイモン(マリー・シモン)（英語: Mary Jeannie May Simon、1947年8月21日 - ）は、カナダの外交官。2021年7月より第30代カナダ総督を務めている。
カナダ史上初の先住民族（イヌイット）のカナダ総督となった。

## 経歴
サイモンは1947年8月、ケベック州ヌナビク・カンジクスアルジュアク（Kangiqsualujjuaq、ᑲᖏᕐᓱᐊᓗᑦᔪᐊᖅ）に生まれる。マギル大学にてイヌクティトゥット語を教えたこともある。
1969年から1973年にCBCノーザン・サービス（北部カナダ向け放送）でプロデューサー及びアナウンサーとして勤務した後、公務員となりマキヴィク（Makivik Corporation、ᒪᑭᕝᕕᒃ ᑯᐊᐳᕇᓴᑦ）にて北部ケベック・イヌヴィック協会（英語：Northern Quebec Inuit Association、イヌクティトゥット語：Kupaik Tarrangani Inuit Katujjiqatigiingit, ᑯᐸᐃᒃ ᑕᕐᕋᖓᓂ ᐃᓄᐃᑦ ᑲᑐᔾᔨᖃᑎᒌᖏᑦ）の役員となる。協会ではシャーロットタウン協議の際に重要な役割を果たした。
その後、サイモンは1994年から2004年までカナダ初の極地問題大使を務めると同時に、北極評議会設立においてはリーダーとして交渉に当たった。1999年から2002年には駐デンマーク大使を兼務した。
2021年7月6日にジャスティン・トルドー首相はエリザベス2世女王がサイモンを次期カナダ総督に任命することを承認したと発表した。

## 人物
サイモンは8人兄弟の第2子。父はイギリス系でマニトバ出身でハドソン湾会社のマネージャー、母はイヌイットであり、当時はイギリス系白人がイヌイットと結婚することが禁じられている時代だった。サイモンは伝統的なイヌイット文化の中で育てられたが、子供のころには家族と聖公会の教会に通ったこともある。
40歳の時に燃え尽き症候群などからうつ病を発症したが徐々に回復した。
1967年に最初の夫ロバート・オーティスと結婚、その後ジョージ・サイモンと結婚した後、1994年に現在の夫でジャーナリストのホイット・フレーザーと結婚。2男1女をもうける。英語とイヌクティット語を話すが、カナダ総督就任後はフランス語も学ぶと発表した。

## 主著
サイモンは、環境、教育、言語、イヌイット文化などについて、論文その他の出版物を発表している。
- Inuit: One Future – One Arctic (1996).